# Associazione Sportiva Bari 1977-1978
Questa pagina raccoglie le informazioni riguardanti l'Associazione Sportiva Bari nelle competizioni ufficiali della stagione 1977-1978.

## Rosa
| N. |                   | Ruolo | Calciatore         |
| -- | ----------------- | ----- | ------------------ |
| -  | Italia (bandiera) | D     | Stefano Agresti    |
| -  | Italia (bandiera) | A     | Giovanni Asnicar   |
| -  | Italia (bandiera) | D     | Lorenzo Balestro   |
| -  | Italia (bandiera) | C     | Leonardo Bitetto   |
| -  | Italia (bandiera) | D     | Stefano Boggia     |
| -  | Italia (bandiera) | P     | Graziano De Luca   |
| -  | Italia (bandiera) | C     | Innocenzo Donina   |
| -  | Italia (bandiera) | D     | Franco Fasoli      |
| -  | Italia (bandiera) | D     | Angelo Frappampina |
| -  | Italia (bandiera) | D     | Attilio Maldera    |
| -  | Italia (bandiera) | A     | Angelo Mariano     |
| -  | Italia (bandiera) | C     | Giuseppe Materazzi |

| N. |                   | Ruolo | Calciatore              |
| -- | ----------------- | ----- | ----------------------- |
| -  | Italia (bandiera) | D     | Giuseppe Papadopulo     |
| -  | Italia (bandiera) | A     | Stefano Pellegrini      |
| -  | Italia (bandiera) | A     | Domenico Penzo          |
| -  | Italia (bandiera) | C     | Gianni Pauselli         |
| -  | Italia (bandiera) | D     | Luigi Punziano          |
| -  | Italia (bandiera) | A     | Enzo Rossi              |
| -  | Italia (bandiera) | C     | Fabrizio Rossi          |
| -  | Italia (bandiera) | C     | Pier Paolo Scarrone     |
| -  | Italia (bandiera) | C     | Arcangelo Sciannimanico |
| -  | Italia (bandiera) | C     | Arduino Sigarini        |
| -  | Italia (bandiera) | P     | Angelo Venturelli       |

## Risultati

### Serie B

#### Girone di andata
| 11 settembre 1977 1ª giornata | Sambenedettese | 1 – 1 | Bari |  |

| 18 settembre 1977 2ª giornata | Bari | 1 – 2 | Avellino |  |

| 25 settembre 1977 3ª giornata | Como | 0 – 0 | Bari |  |

| 2 ottobre 1977 4ª giornata | Bari | 2 – 0 | Rimini |  |

| 9 ottobre 1977 5ª giornata | Bari | 2 – 0 | Sampdoria |  |

| 16 ottobre 1977 6ª giornata | Pistoiese | 0 – 0 | Bari |  |

| 23 ottobre 1977 7ª giornata | Bari | 1 – 0 | Cremonese |  |

| 30 ottobre 1977 8ª giornata | Monza | 1 – 0 | Bari |  |

| 6 novembre 1977 9ª giornata | Lecce | 1 – 0 | Bari |  |

| 13 novembre 1977 10ª giornata | Bari | 3 – 0 | Varese |  |

| 20 novembre 1977 11ª giornata | Taranto | 1 – 0 | Bari |  |

| 27 novembre 1977 12ª giornata | Bari | 1 – 3 | Ascoli |  |

| 4 dicembre 1977 13ª giornata | Cagliari | 3 – 1 | Bari |  |

| 11 dicembre 1977 14ª giornata | Bari | 2 – 1 | Cesena |  |

| 18 dicembre 1977 15ª giornata | Bari | 1 – 1 | Palermo |  |

| 31 dicembre 1977 16ª giornata | Catanzaro | 2 – 3 | Bari |  |

| 8 gennaio 1978 17ª giornata | Bari | 1 – 1 | Ternana |  |

| 15 gennaio 1978 18ª giornata | Modena | 2 – 1 | Bari |  |

| 22 gennaio 1978 19ª giornata | Bari | 3 – 2 | Brescia |  |

#### Girone di ritorno
| 29 gennaio 1978 20ª giornata | Bari | 2 – 0 | Sambenedettese |  |

| 5 febbraio 1978 21ª giornata | Avellino | 0 – 0 | Bari |  |

| 12 febbraio 1978 22ª giornata | Bari | 2 – 1 | Como |  |

| 19 febbraio 1978 23ª giornata | Rimini | 2 – 0 | Bari |  |

| 26 febbraio 1978 24ª giornata | Sampdoria | 4 – 0 | Bari |  |

| 5 marzo 1978 25ª giornata | Bari | 0 – 0 | Pistoiese |  |

| 12 marzo 1978 26ª giornata | Cremonese | 1 – 1 | Bari |  |

| 26 marzo 1978 27ª giornata | Bari | 2 – 1 | Monza |  |

| 2 aprile 1978 28ª giornata | Bari | 0 – 0 | Lecce |  |

| 9 aprile 1978 29ª giornata | Varese | 2 – 2 | Bari |  |

| 16 aprile 1978 30ª giornata | Bari | 2 – 0 | Taranto |  |

| 23 aprile 1978 31ª giornata | Ascoli | 2 – 0 | Bari |  |

| 30 aprile 1978 32ª giornata | Bari | 1 – 1 | Cagliari |  |

| 7 maggio 1978 33ª giornata | Cesena | 2 – 0 | Bari |  |

| 14 maggio 1978 34ª giornata | Palermo | 1 – 0 | Bari |  |

| 21 maggio 1978 35ª giornata | Bari | 1 – 1 | Catanzaro |  |

| 28 maggio 1978 36ª giornata | Ternana | 2 – 0 | Bari |  |

| 4 giugno 1978 37ª giornata | Bari | 2 – 1 | Modena |  |

| 11 giugno 1978 38ª giornata | Brescia | 0 – 0 | Bari |  |

## Statistiche

### Statistiche di squadra
| Competizione | Punti | In casa | In casa | In casa | In casa | In casa | In casa | In trasferta | In trasferta | In trasferta | In trasferta | In trasferta | In trasferta | Totale | Totale | Totale | Totale | Totale | Totale | DR  |
| Competizione | Punti | G       | V       | N       | P       | Gf      | Gs      | G            | V            | N            | P            | Gf           | Gs           | G      | V      | N      | P      | Gf     | Gs     | DR  |
| ------------ | ----- | ------- | ------- | ------- | ------- | ------- | ------- | ------------ | ------------ | ------------ | ------------ | ------------ | ------------ | ------ | ------ | ------ | ------ | ------ | ------ | --- |
| Serie B      | 37    | 19      | 11      | 6       | 2       | 29      | 15      | 19           | 1            | 7            | 11           | 9            | 27           | 38     | 12     | 13     | 13     | 38     | 42     | -4  |
| Coppa Italia | .     | .       | .       | .       | .       | .       | ..      | ..           | .            | .            | .            | ..           | ..           | .      | .      | .      | .      | ..     | ..     | -.. |
| Totale       |       | .       | .       | .       | .       | .       | ..      | ..           | .            | .            | .            | ..           | ..           | .      | .      | .      | .      | ..     | ..     | -.. |

### Statistiche dei giocatori
| Giocatore        | Serie B  | Serie B | Serie B     | Serie B    | Coppa Italia | Coppa Italia | Coppa Italia | Coppa Italia | Totale   | Totale | Totale      | Totale     |
| Giocatore        | Presenze | Reti    | Ammonizioni | Espulsioni | Presenze     | Reti         | Ammonizioni  | Espulsioni   | Presenze | Reti   | Ammonizioni | Espulsioni |
| ---------------- | -------- | ------- | ----------- | ---------- | ------------ | ------------ | ------------ | ------------ | -------- | ------ | ----------- | ---------- |
| S. Agresti       | 5        | 0       | ?           | ?          | ?            | ?            | ?            | ?            | 5+       | 0+     | ?           | ?          |
| G. Asnicar       | 10       | 0       | ?           | ?          | ?            | ?            | ?            | ?            | 10+      | 0+     | ?           | ?          |
| L. Balestro      | 21       | 0       | ?           | ?          | ?            | ?            | ?            | ?            | 21+      | 0+     | ?           | ?          |
| L. Bitetto       | 3        | 0       | ?           | ?          | ?            | ?            | ?            | ?            | 3+       | 0+     | ?           | ?          |
| S. Boggia        | 5        | 0       | ?           | ?          | ?            | ?            | ?            | ?            | 5+       | 0+     | ?           | ?          |
| G. De Luca       | 34       | -35     | ?           | ?          | ?            | ?            | ?            | ?            | 34+      | -35+   | ?           | ?          |
| I. Donina        | 31       | 0       | ?           | ?          | ?            | ?            | ?            | ?            | 31+      | 0+     | ?           | ?          |
| F. Fasoli        | 27       | 0       | ?           | ?          | ?            | ?            | ?            | ?            | 27+      | 0+     | ?           | ?          |
| A. Frappampina   | 37       | 1       | ?           | ?          | ?            | ?            | ?            | ?            | 37+      | 1+     | ?           | ?          |
| A. Maldera       | 11       | 0       | ?           | ?          | ?            | ?            | ?            | ?            | 11+      | 0+     | ?           | ?          |
| A. Mariano       | 7        | 2       | ?           | ?          | ?            | ?            | ?            | ?            | 7+       | 2+     | ?           | ?          |
| G. Materazzi     | 21       | 0       | ?           | ?          | ?            | ?            | ?            | ?            | 21+      | 0+     | ?           | ?          |
| G. Papadopulo    | 34       | 0       | ?           | ?          | ?            | ?            | ?            | ?            | 34+      | 0+     | ?           | ?          |
| S. Pellegrini    | 29       | 12      | ?           | ?          | ?            | ?            | ?            | ?            | 29+      | 12+    | ?           | ?          |
| D. Penzo         | 32       | 7       | ?           | ?          | ?            | ?            | ?            | ?            | 32+      | 7+     | ?           | ?          |
| G. Pauselli      | 25       | 3       | ?           | ?          | ?            | ?            | ?            | ?            | 25+      | 3+     | ?           | ?          |
| L. Punziano      | 29       | 0       | ?           | ?          | ?            | ?            | ?            | ?            | 29+      | 0+     | ?           | ?          |
| E. Rossi         | 1        | 0       | ?           | ?          | ?            | ?            | ?            | ?            | 1+       | 0+     | ?           | ?          |
| F. Rossi         | 3        | 1       | ?           | ?          | ?            | ?            | ?            | ?            | 3+       | 1+     | ?           | ?          |
| P. Scarrone      | 32       | 6       | ?           | ?          | ?            | ?            | ?            | ?            | 32+      | 6+     | ?           | ?          |
| A. Sciannimanico | 32       | 2       | ?           | ?          | ?            | ?            | ?            | ?            | 32+      | 2+     | ?           | ?          |
| A. Sigarini      | 18       | 1       | ?           | ?          | ?            | ?            | ?            | ?            | 18+      | 1+     | ?           | ?          |
| A. Venturelli    | 6        | -7      | ?           | ?          | ?            | ?            | ?            | ?            | 6+       | -7+    | ?           | ?          |